# Damen-Basketball-Bundesligen
Die Damen-Basketball-Bundesligen GmbH (DBBL) ist eine im Juni 2001 gegründete Gesellschaft, welche die erste und die beiden zweiten Bundesligen des Damen-Basketballes in Deutschland verwaltet. Gesellschafter der GmbH sind die AG 1. DBBL, die AG 2. DBBL und der Deutsche Basketball Bund (DBB). Sitz der DBBL Geschäftsstelle ist seit dem Jahr 2020 Frankfurt am Main.
Die Geschäftsführung wird am 1. Oktober 2024 vom 30 Jahre alten Betriebswirt Anton Hefele, der über langjährige Erfahrungen im Basketball verfügt, übernommen werden. Der bisherige Geschäftsführer Philipp Reuner scheidet Ende September 2024 aus der DBBL GmbH aus. Seine Vorgänger waren Claus-Arwed Lauprecht, Achim Barbknecht, Birgit Kunel und Jürgen Kofner. 
Die DBBL ist für die Vermarktung, die Öffentlichkeitsarbeit und die Organisation des Spielbetriebes im Bereich der höchsten Ligen sowie des Pokalwettbewerbes des Deutschen Damen-Basketballs zuständig. 

## Wettbewerbe
Die DBBL besteht aus drei Spielgruppen mit einer Sollstärke von je zwölf Teams:
- 1. DBBL
- 2. DBBL Nord
- 2. DBBL Süd

In den jeweiligen Spielgruppen der DBBL kann ein Bundesligist jeweils mit einer Mannschaft teilnehmen. Gespielt wird nach den offiziellen Regeln der FIBA.
Die 1. DBBL ermittelt den Deutschen Damenbasketballmeister, sowie zwei Absteiger in die 2. DBBL.
Die beiden Staffeln der 2. DBBL ermitteln ihrerseits ihren Damenbasketball-Meister, die damit für die folgende Saison ein Aufstiegsrecht in die 1. DBBL erwerben, sowie Absteiger in die Regionalligen.
Außerdem wird ein Pokalwettbewerb mit allen Bundesligisten sowie den jeweiligen Meistern der Landesverbände veranstaltet, der im TOP4 den Pokalsieger aus den letzten vier im Wettbewerb verbliebenen Mannschaften ermittelt.

## Weiterentwicklung
Zur Weiterentwicklung des Damenbasketballs in Deutschland haben die Bundesligisten der Toyota 1. DBBL in zwei Mitgliederversammlungen am 11. November 2023 in Göttingen und am 14. Dezember 2023 in Frankfurt/Main „richtungsweisende Beschlüsse zur Weiterentwicklung und Professionalisierung der Toyota 1. DBBL“ gefasst. Die Beschlüsse umfassen insgesamt 50 Themen, von denen einige unmittelbar im laufenden Spielbetrieb umgesetzt werden sollen, die meisten aber zukünftig im Regelwerk der Toyota DBBL verankert werden sollen.
Einige im laufenden Spielbetrieb umzusetzende Themen:
- Hauptamtlichen Strukturen in der Organisationsstruktur und Verwaltung,
- Einheitliche Vorgaben zur technischen Beschaffenheit der Spiel- und Wurfuhr,
- Unterstützung der Berichterstattung durch Bereitstellung von Inhalten (wie Bilder oder Stimmen zu den Spielen).

Einige Themen die ab der Saison 2024/25 umgesetzt werden sollen:
- Hauptamtlichen Strukturen für den weiblichen Nachwuchsbereich sowie Spielbetrieb weiblicher Jugend-Mannschaften,
- Nachweis einer A-Lizenz des DBB für die Head-Coaches der Bundesligisten,
- Mindestens 4 von 12 Spielerinnen mit deutscher Staatsbürgerschaft auf dem Spielberichtsbogen ab der Saison 2024/25,
- Einheitliche Vorgaben zu den Werbeflächen am Spielfeld sowie zur technischen Beschaffenheit der Korbanlagen und der Anzeigetafeln.

Einige Themen die ab der Saison 2025/26 umgesetzt werden sollen:
- Mindestens 5 von 12 Spielerinnen mit deutscher Staatsbürgerschaft auf dem Spielberichtsbogen ab der Saison 2025/26,
- Verpflichtender Einsatz von LED-Banden bei den Pflichtspielen,
- Austragung der Pflichtspiele auf einem Spielboden mit ausschließlich Basketball-Linien.

Einige Themen die ab der Saison 2026/27 umgesetzt werden sollen:
- Mindestens 6 von 12 Spielerinnen mit deutscher Staatsbürgerschaft auf dem Spielberichtsbogen ab der Saison 2026/27,
- Einheitliche Vorgaben zu Werbeflächen auf der Spielkleidung.

## Namenssponsor
Erstmals seit Bestehen der DBBL war es den Geschäftsführern der DBBL GmbH in der Sommerpause 2015 gelungen mit der Planet Cards GmbH einen Namensgeber und Sponsor der Damen Basketball Bundesligen zu gewinnen. Aus der bisherigen Damen Basketball Bundesliga wurde somit zur Saison 2015/16 offiziell die Planet Cards Damen Basketball Bundesliga (Planet Cards DBBL).
Ab dem 1. Juli 2016 wurde das Unternehmen Planet Photo neuer Hauptsponsor und Namensgeber der DBBL. Das Unternehmen gehört ebenfalls zur Planet Cards GmbH und löste damit zur Saison 2016/17 den bisherigen Namensgeber Planet Cards ab. Der Vertrag wurde für zwei Jahre abgeschlossen und beinhaltete zudem eine Verlängerungsoption. Diese Namensgebung wurde aber aufgrund der Insolvenz des Mutterkonzerns aufgegeben, sodass die Liga ab der Saison 2018/19 wieder Damen Basketball Bundesliga (kurz: DBBL) hieß.
Ende Oktober 2020 wurde der Fahrzeughersteller Toyota als neuer Namensgeber vorgestellt und die Bezeichnung in Toyota Damen Basketball Bundesligen (abgekürzt Toyota DBBL) geändert. Mitte Mai 2022 wurde die Partnerschaft mit Toyota als exklusiver Namenssponsor der Damen Basketball Bundesligen um zwei weitere Jahre verlängert. Damit bleiben die bisherigen Bezeichnungen Toyota 1. Damen Basketball Bundesliga (kurz: Toyota 1. DBBL) und Toyota 2. Damen Basketball Bundesliga (kurz: Toyota 2. DBBL) bis mindestens zum Ende der Saison 2023/24 bestehen.

## Live-Übertragungen
Im August 2019 wurde bekannt gegeben, dass die DBBL und die sporttotal.tv GmbH einen exklusiven Kooperationsvertrag zur Medialisierung der höchsten Basketball-Spielklassen der Frauen abgeschlossen haben. Damit erhielt die sporttotal.tv GmbH die Übertragungsrechte aller Spiele der 1. Bundesliga für eine Vertragslaufzeit von 10 Jahren. Das Unternehmen kündigte an, ab der Saison 2019/20 die Spielstätten der Bundesliga-Vereine mit einer vollautomatisierten Kameratechnologie auszustatten und exklusiv alle Spiele zu übertragen.

## Ausländerregelung
Zur Saison 2008/2009 wurde die Regel eingeführt, dass zu jeder Zeit eines Erstligaspieles jede Mannschaft mindestens eine deutsche Spielerin auf dem Feld haben muss. Ab der Saison 2010/2011 wurde diese Anzahl auf zwei deutsche Spielerinnen erhöht.
In der 2. Liga besagte die Regel, dass immer mindestens 3 deutsche Spielerinnen pro Team auf dem Feld stehen müssen. 2014 erreichte der Verein FC Nöttingen, dessen Damenbasketballmannschaft unter „Grüner Stern Keltern“ firmiert, eine Änderung der Spielbestimmungen in der Liga während der laufenden Saison. In der sogenannten 'Lex Steidl'  setzte der Verein mittels Klagedrohung einen Vergleich mit der DBBL GmbH durch. Dieser Vergleich besagt, „dass jede Bundesligamannschaft verpflichtet ist, in jedem Bundesligaspiel von Spielanfang bis Spielende jederzeit drei Spielerinnen, die Staatsangehörige eines EU-Mitgliedsstaates oder eines EU-assoziierten Staates sind, auf dem Spielfeld zu haben. EU-assoziierte Staaten sind Staaten, die mit der EU ein Abkommen geschlossen haben, durch das eine Gleichbehandlung hinsichtlich der Arbeitsbedingungen,  der Entlohnung oder der Entlassung mit Staatsangehörigen eines Mitgliedsstaates der EU gewährt wird. Es werden nur solche Spielerinnen angerechnet, die sich seit mindestens zum 1. Januar 2013 ununterbrochen legal in Deutschland aufhalten und die zudem, soweit es sich um Berufsbasketballspielerinnen handelt, spätestens seit dem 1. September 2014 und bis mindestens zum Saisonende 2014/15 bei einem sozialversicherungspflichtigen Arbeitsentgelt von über 450 EUR/Monat legal vertraglich an ihren Verein gebunden sind.“ Diese Vergleichsformulierung ersetzt seit dem 29. Oktober 2014 die alte Formulierung in § 10 DBLO.
Vor dem Vergleich besagte die Regel, dass in der 2. DBBL immer mindestens 3 deutsche Spielerinnen pro Team auf dem Feld stehen müssen. In der 1. DBBL lautet die Regel, dass mindestens immer 2 deutsche Spielerinnen pro Team auf dem Feld stehen müssen. Maria Steidl, die Frau des Vereinsvorsitzenden Dirk Steidl profitierte von der neuen Regelung, da auf sie alle Punkte der Neuregelung zutrafen. Die anderen Vereine kritisierten das Vorgehen des FVC Nöttingen zwar, stimmten der neuen Regel aber trotzdem zu, um die gesamte Saison wegen eines Rechtsstreits mit ungewissem Ausgang nicht zu gefährden.
Im März 2015 beschloss die DBBL, dass in jedem Spiel der 1. Bundesliga maximal 3 außereuropäische Spielerinnen eingesetzt werden dürfen und deutsche Spielerinnen den europäischen Spielerinnen gleichgestellt werden. Zudem wurde vereinbart, dass alle Vereine freiwillig zu jeder Zeit 1 deutsche Spielerin auf dem Court einsetzen.

## Season Opening

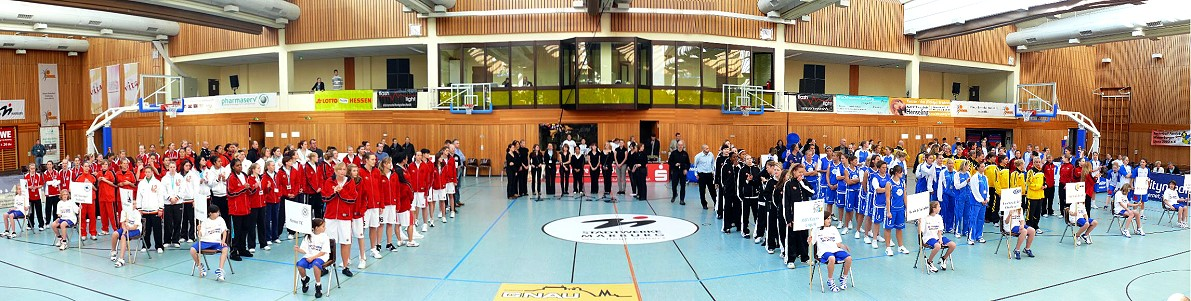
Alle Teams des Season Opening 2007

Der Begriff Season Opening (engl. für „Saisoneröffnung“) bezeichnet in der Sportlandschaft eine offizielle zentrale Veranstaltung zu Beginn der Spielsaison einer Liga. Um die 1. Damen-Basketball-Bundesliga in ihrer Gesamtheit einer breiten Öffentlichkeit zu präsentieren, wurde von der DBBL eine zentrale Saison-Eröffnungsveranstaltung an einem Ort beschlossen. Ausgerichtet wurde das Season Opening von einem der teilnehmenden Vereine. Bis einschließlich 2002 fand die Veranstaltung mit Spielen außer Konkurrenz statt, kamen also nicht in die Wertung. Jede Mannschaft trug zwei Testspiele aus, eins am Samstag und eins am Sonntag, wobei die insgesamt bis zu zwölf Spiele parallel in unterschiedlichen Sporthallen ausgetragen wurden.
Erstmals 2003 wurde beim Season Opening der komplette erste Spieltag der Bundesligasaison an einem Ort und in einer Spielhalle abgewickelt. In den einzelnen Paarungen wurde die in der Vorsaison besser platzierte Mannschaft als Auswärtsmannschaft gewertet. Somit wurde ein Platz unter den ersten sechs der Abschlusstabelle mit einem zusätzlichen Heimspiel in der Folgesaison belohnt. Bis 2014 wurden die Spielzeiten der 1. Damen-Basketball-Bundesliga in dieser Form eröffnet.
2015 beschloss die DBBL auf Antrag Nördlingens, diese Veranstaltung künftig nicht mehr fortzuführen. Nach vierjähriger Aussetzung der Veranstaltung wurde in der Saison 2018/19 erneut ein Season Opening ausgetragen.

### Austragungsorte
- 2000 Saarlouis (7./8. Oktober)
- 2001 Saarlouis (29./30. September)
- 2002 Marburg (21./22. September)[14]
- 2003 Marburg (27./28. September)
- 2004 Leipzig (16./17. Oktober)
- 2005 Göttingen (1./2. Oktober)
- 2006 nicht ausgetragen
- 2007 Marburg (20./21. Oktober)[15]
- 2008 Marburg (27./28. September)[16]
- 2009 Freiburg im Breisgau (26./27. September)
- 2010 Freiburg (25./26. September)
- 2011 Chemnitz (24./25. September)
- 2012 Marburg (29./30. September)
- 2013 Oberhausen (28./29. September)
- 2014 Chemnitz (27./28. September)[17]
- 2015–2017 nicht ausgetragen
- 2018 Keltern (28./29. September)
- 2019 Hannover (21. September)[18]

In den Jahren 2020 bis 2023 wurde kein weiteres Season Opening in Form einer zentralen Saison-Eröffnungsveranstaltung an einem Ort ausgetragen. Der Begriff Season Opening wird in der Berichterstattung aber weiterhin synonym zu den Begriffen Eröffnungspartie bzw. Saisoneröffnung verwendet.

## Champions Day
Zur Saison 2015/2016 führte die DBBL als Ersatz für das Season Opening den Champions Day ein. Bei dieser Veranstaltung wird zum einen der Champion der 2. Liga im Spiel der Meister der 2. Bundesliga Nord gegen den Meister der 2. Liga Süd und zum anderen im Spiel des aktuellen Deutschen Meisters gegen den aktuellen Deutschen Pokalsieger der Sieger des Champions Cup ermittelt.